# El oro de nadie
Catlow es una película del oeste americano de 1971, basada en una novela homónima de 1963 de Louis L'Amour . Dirigida por Sam Wanamaker. Está protagonizada por Yul Brynner como un forajido renegado decidido a llevar a cabo un atraco de oro confederado. Es coprotagonizada por Richard Crenna y Leonard Nimoy . Nimoy mencionó esta película en sus dos autobiografías porque le dio la oportunidad de romper con su papel de Spock en Star Trek . Mencionó que la época en que hizo la película fue una de las más felices de su vida, aunque su papel fue más bien breve. La película contiene mucho humor irónico y sardónico, especialmente entre los personajes de Brynner y Crenna.

## Argumento
Jed Catlow y Ben Cowan, antiguos camaradas de la Guerra Civil convertidos en amigos, ahora se encuentran en lados opuestos de la ley: Catlow es un ladrón y Cowan un mariscal encargado de capturarlo. Catlow es acusado de robar ganado, especialmente del acaudalado ranchero Parkman, quien ha contratado a Orville Miller, un pistolero despiadado, para eliminarlo. Catlow se ofrece a entregarse y se une a Cowan en una diligencia hacia Fort Smith, pero sus hombres preparan una emboscada. Catlow se dirige a Hermosillo, México, donde una mujer llamada Rosita está enamorada de él, y pronto llegará un tren de mulas con un cargamento de oro valorado en 2 millones de dólares. Los rancheros envían a Cowan tras él junto con Miller. Catlow sorprende a Miller durante un baño y lo golpea con una jarra, cortándole las cuerdas vocales. Tras una confrontación posterior, Catlow deja a Cowan atado sobre un caballo con una insignia en el trasero y lo suelta. Más tarde, Miller golpea a Catlow; posteriormente, Catlow rescata al sobrino de un general mexicano de un ataque apache, siendo ambos atacados luego por apaches, y Cowan apenas evita caer por un acantilado. En la hacienda del general Calderón, donde Cowan se recupera por haber salvado al sobrino del general, se siente atraído por Christina, la hija del general. Tras robar el oro del ejército, Catlow huye hacia el peligroso territorio apache y el desierto abrasador. Rechaza a Rosita, quien, enfurecida, reúne a hombres para perseguirlo y matarlo. Cowan lo sigue, como siempre, pero Miller aparece y le dispara a Cowan, hiriéndolo. Catlow toma el arma de Cowan y le dispara a Miller. Christina se encargará de cuidar a Cowan. Mientras tanto, Catlow sonríe, se pone la placa de su amigo y da una señal de que se pondrá del lado correcto de la ley.

## Producción
La película fue producida por Euan Lloyd, quien hizo una película sobre la novela de Louis L'Amour, Shalako . En junio de 1968 anunció que había comprado los derechos cinematográficos de otra novela de L'Amour, Catlow. El guion fue escrito por Scott Finch, quien había escrito Shalako.
En junio de 1970, L'Amour dijo que la película sería la primera de cinco basadas en sus novelas protagonizadas por Stephen Boyd, siendo las otras Down the Long Hills, Fint, Radigan y Hang Woman Creek.
Conseguir la financiación para Shalako había sido complicado, pero Lloyd logró conseguir todo el presupuesto para Catlow de MGM.
La película iba a ser dirigida por Peter Hunt. Sin embargo, Sam Wanamaker acabó haciendo el trabajo. En marzo de 1971, Yul Brynner firmó para protagonizar el filme. Al cabo de un mes, Richard Crenna, Leonard Nimoy y David Ladd habían sido elegidos.
El rodaje tuvo lugar en Almería, España, en agosto de 1971. "Esta película tiene sentido del humor, pero no es lo mismo que una comedia del oeste ", dijo Wanamaker.

## Recepción
Lloyd acabó produciendo The Man Called Noon, también basada en una novela de L'Amour. Compró los derechos de diez más de sus obras por 1 millón de dólares. Sin embargo, no produjo más adaptaciones de L'Amour.
Quentin Tarantino lo llamó "junto con Dirty Dingus Magee de Burt Kennedy y Something Big de Andrew V. McLaglen "... mi nominación al peor western de estudio de los años setenta" en el que Brynner ofrece "la peor actuación de su carrera".
Recaudó 159.500 dólares en su primera semana en 29 salas, terminando séptimo durante la semana en taquilla en Estados Unidos y Canadá. 